# Sankt Veit in der Südsteiermark
Sankt Veit in der Südsteiermark, St. Veit in der Südsteiermark – gmina targowa w Austrii, w kraju związkowym Styria, w powiecie Leibnitz. Liczy 4069 mieszkańców (1 stycznia 2016). 1 stycznia 2020 do gminy targowej przyłączono część gminy Murfeld (5,60 km²) z powiatu Südoststeiermark.